# Асия (посёлок)
Асия (яп. 芦屋町 Асия-мати) — посёлок в Японии, находящийся в уезде Онга префектуры Фукуока. Площадь посёлка составляет 11,42 км², население — 14 569 человек (1 августа 2014), плотность населения — 1275,74 чел./км².

## Географическое положение
Посёлок расположен на острове Кюсю в префектуре Фукуока региона Кюсю. С ним граничат город Китакюсю и посёлки Окагаки, Онга, Мидзумаки.

## Население
Население посёлка составляет 14 569 человек (1 августа 2014), а плотность — 1275,74 чел./км². Изменение численности населения с 1980 по 2005 годы:
| 1980 | 18 934 чел. |  |
| 1985 | 18 643 чел. |  |
| 1990 | 17 398 чел. |  |
| 1995 | 16 685 чел. |  |
| 2000 | 15 827 чел. |  |
| 2005 | 16 247 чел. |  |